# Чаманін
Чаманін (пол. Czamanin) — село в Польщі, у гміні Топулька Радзейовського повіту Куявсько-Поморського воєводства.
Населення — 336 осіб (2011).
У 1975-1998 роках село належало до Влоцлавського воєводства.

## Демографія
Демографічна структура станом на 31 березня 2011 року:
|          | Загалом | Допрацездатний вік | Працездатний вік | Постпрацездатний вік |
| -------- | ------- | ------------------ | ---------------- | -------------------- |
| Чоловіки | 177     | 33                 | 126              | 18                   |
| Жінки    | 159     | 25                 | 94               | 40                   |
| Разом    | 336     | 58                 | 220              | 58                   |